# Carlos Fiolhais
Carlos Fiolhais (Lisbona, 1956) è un fisico e saggista portoghese.

## Biografia
Si è laureato in Fisica presso l'Università di Coimbra nel 1978 con il dottorato in fisica teorica presso l'Università Goethe di Francoforte sul Meno, in Germania, nel 1982. È professore ordinario presso il Dipartimento di Fisica dell'Università di Coimbra dal 2000. È stato professore in Portogallo, Brasile e Stati Uniti.
Dispone di 140 pubblicazioni scientifiche, su riviste internazionali "e più di 450 articoli didattici e diffusione".
Ha pubblicato 42 libri, il più noto essendo la sua opera di divulgazione scientifica "Física Divertida" e "Nova Física Divertida", pubblicato da Gradiva. Ha ricevuto il premio "Inovação do Forum III Milénio" e il premio "Rómulo Carvalho" dell'Università di Évora nel 2006. È stato consulente della "Megaciência" per il canale televisivo SIC.
È stato direttore dell'Università di Coimbra, dove ha messo in atto diversi progetti relativi ai libri e alla cultura. È stato anche fondatore e direttore della "Centro de Física Computacional da Universidade de Coimbra" presso l'Università di Coimbra, dove ha collaborato per l'installazione del più grande computer portoghese per il calcolo scientifico. Ha creato e dirige la "Rómulo" - Life Science Center dell'Università di Coimbra.
Nel novembre 2012 è uscito il libro "Pipocas com Telemóvel e outras histórias de falsa ciência", co-autore con David Marcal, a cura di Gradiva. In questo libro gli autori intendono promuovere storie di narrazione di falsa scienza, storie che essi ritengono di essere rappresentante del mondo pseudo scientifico. Il titolo del libro, per esempio, si ispira a un video che circola su Internet che mostra il mais trasformarsi in pop-corn, presumibilmente, con le radiazioni dei telefoni cellulari. Il "Iogurtegate", i "Pulseiras quânticas", "A racionalidade diluída da homeopatia", "dNão há duas sem ómega-3" e "A bazófia dos basófilos" sono alcuni degli altri argomenti trattati. In un'intervista, ha spiegato perché parlare di scienza attraverso la falsa scienza: "La Falsa scienza si basa su idee sbagliate sulla natura della scienza e del processo scientifico. Chiarire queste idee sbagliate è un modo per mostrare ciò che è scienza".
Nella presentazione del libro, il 5 novembre 2012, alle FNAC al Colombo Shopping Centre, per dimostrare che l'omeopatia non funziona, Carlos Fiolhais e David Marcal, hanno preso una scatola intera di un medicinali omeopatici di fronte a un pubblico circa 30 persone.
Nel febbraio 2012 Carlos Fiolhais si è dichiarato pubblicamente contro l'accordo Accordo ortografico della lingua portoghese del 1990.

## Premi e riconoscimenti
- 1994 - Premio União Latina de tradução científica.
- 2005 - Globo de Ouro de Mérito e Excelência em Ciência, atribuído pela SIC[11].
- 2005 - Ordem do Infante D. Henrique.
- 2006 - Prémios Inovação do Forum III Milénio e Rómulo de Carvalho da Universidade de Évora.
- 2012 - Prémio para melhor artigo pedagógico na área da Física no espaço ibero-americano.